# Põlvamaa
Põlvamaa (in estone Põlva maakond) è una delle 15 contee dell'Estonia situata nella parte sud-orientale del Paese.
Confina a con le contee di Tartumaa, Valgamaa e Võrumaa e con la Russia. Un lungo tratto del confine con la Russia non è stato fissato da alcun nuovo trattato e alcuni villaggi della contea (come ad esempio Lutepää and Saatse, nel comune di Värska) sono raggiungibili solo attraversando il territorio russo. Per il trattato di Tartu, questo non è il confine effettivo. Qui vivono i setos o estoni meridionali.

## Geografia antropica
La contea è divisa in 14 comuni: uno urbano (in estone linn; una seconda città, Räpina, è parte di un comune rurale) e 13 comuni rurali (in estone vald).

### Comuni rurali
- Ahja
- Kanepi
- Kõlleste
- Laheda
- Mikitamäe
- Mooste
- Orava
- Põlva
- Räpina
- Valgjärve
- Vastse-Kuuste
- Veriora
- Värska